# Gadimyxa arctica
Gadimyxa arctica is een microscopische parasiet uit de familie Parvicapsulidae. Gadimyxa arctica werd in 2007 beschreven door Køie, Karlsbakk & Nylund. 